# Psilorhynchus microphthalmus
Psilorhynchus microphthalmus är en fiskart som beskrevs av Vishwanath och Manojkumar, 1995. Psilorhynchus microphthalmus ingår i släktet Psilorhynchus och familjen Psilorhynchidae. IUCN kategoriserar arten globalt som starkt hotad. Inga underarter finns listade i Catalogue of Life.